# Victor Lenaers
Victor Lenaers (Tongeren, 12 januari 1893 - aldaar, 12 november 1968) was een Belgisch wielrenner. Hij was beroepsrenner van 1921 tot 1926. In de Ronde van Frankrijk 1921 werd hij 6de en in de Ronde van Frankrijk 1922 vijfde. In de beide rittenkoersen was hij tweemaal tweede in een etappe. Verder won hij in 1920 de Scheldeprijs.

## Resultaten in voornaamste wedstrijden
| Jaar | Ronde van Italië | Ronde van Frankrijk | Ronde van Spanje |
| ---- | ---------------- | ------------------- | ---------------- |
| 1921 |                  | 6e                  |                  |
| 1922 |                  | 5e                  |                  |
| 1923 |                  | opgave              |                  |
| 1924 |                  | opgave              |                  |

| Jaar | Ronde van Vlaanderen | Parijs-Roubaix | Luik-Bast.‑Luik | Parijs-Brussel |
| ---- | -------------------- | -------------- | --------------- | -------------- |
| 1921 |                      |                | 7e              | 6e             |
| 1922 | 24e                  | 22e            |                 | 5e             |
| 1923 |                      |                |                 |                |
| 1924 |                      |                |                 |                |